# جیمز هانت
جیمز هانت (به انگلیسی: James Hunt) با نام کامل جیمز سایمن ولیس هانت (به انگلیسی: James Simon Wallis Hunt) (۲۹ اوت ۱۹۴۷ - ۱۵ ژوئن ۱۹۹۳) راننده بریتانیایی فرمول یک و برنده مسابقات فرمول یک فصل ۱۹۷۶
بود.هانت در ۴۵ سالگی بر اثر حمله قلبی درگذشت.